# Ronald H. Griffith

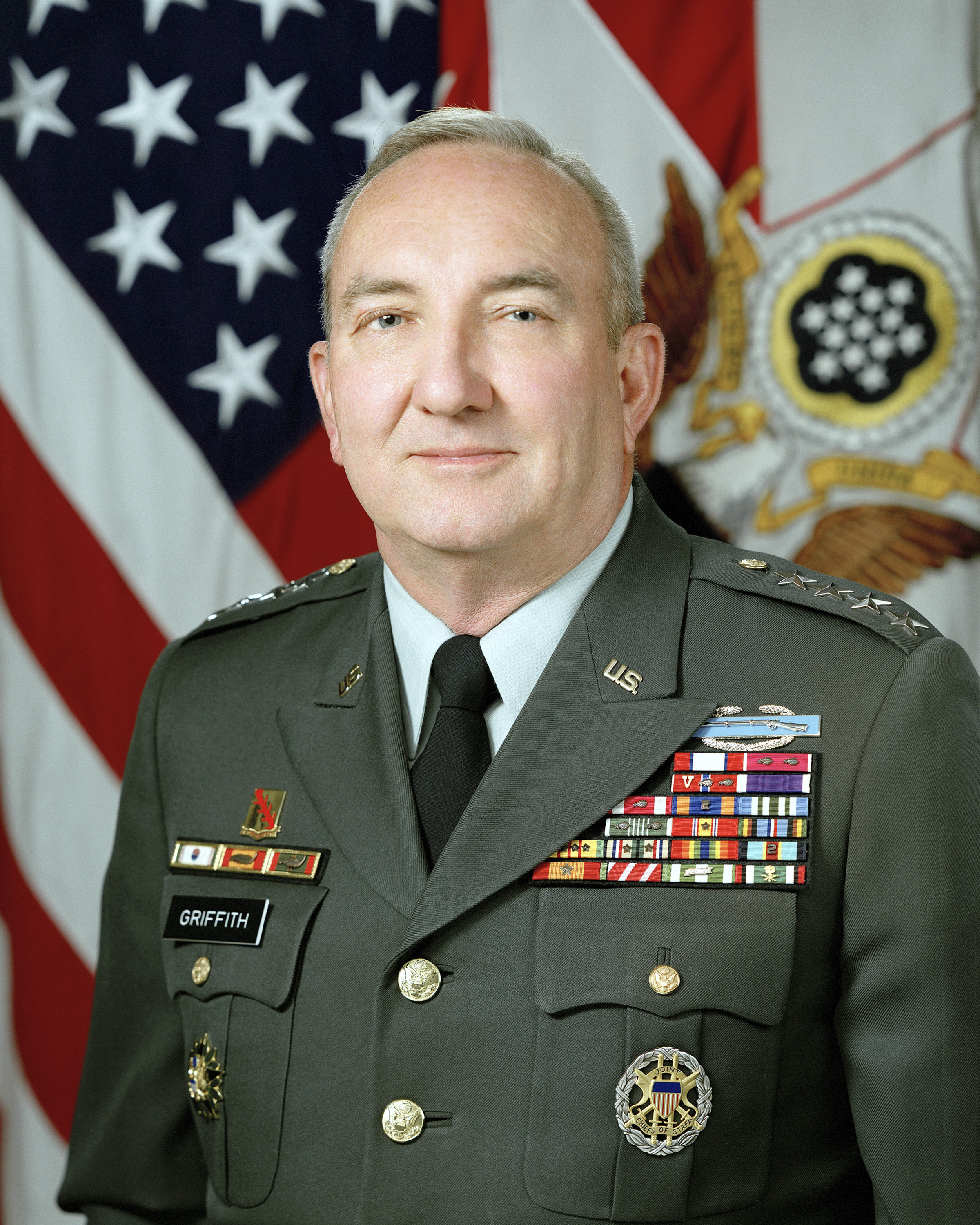
General Ronald H. Griffith (1995)

Ronald Houston Griffith (* 16. März 1936 in LaFayette, Georgia; † 18. Juli 2018) war ein US-amerikanischer Offizier der US Army, der zuletzt als General zwischen 1995 und 1997 Vize-Chef des Generalstabes des Heeres (Vice Chief of Staff of the Army) war.

## Leben

### Offiziersausbildung und Vietnamkrieg
Ronald Houston Griffith begann nach dem Schulbesuch ein Studium an der University of Georgia, das er 1960 mit einem Bachelor of Science (B.Sc.) beendete. Während dieser Zeit absolvierte er eine Ausbildung zum Reserveoffizier im Reserve Officer Training Corps (ROTC) der University of Georgia und wurde nach Abschluss seines Studiums als Leutnant in die US Army übernommen. Er war zwischen 1964 und 1965 als Berater einer Infanterieeinheit Südvietnams erstmals im Vietnamkrieg eingesetzt und besuchte einen Lehrgang für Offiziere der Panzertruppen. Er absolvierte zudem ein postgraduales Studium im Fach Verwaltungslehre an der Shippensburg University, das er mit einem Master of Arts (M.A. Public Administration) abschloss. Als stellvertretender Kommandeur (Executive Officer) des 2. Bataillons des zur 4. Infanteriedivision (4th Infantry Division) gehörenden 8. Infanterieregiments diente er zwischen 1969 und 1970 abermals im Vietnamkrieg. 
Griffith war des Weiteren Absolvent des Command and General Staff College (CGSC) in Fort Leavenworth und Kommandeur des in der Bundesrepublik Deutschland stationierten 1. Bataillons des 32. Panzerregiments (32nd Armor Regiment). Des Weiteren besuchte er 1980 das US Army War College (USAWC) in Carlisle und war Verwaltungsstabsoffizier beim Stellvertretenden Chef des Heeresstabes für Operationen und Planungen, Kommandeur der zur 2. Infanteriedivision (2nd Infantry Division) gehörenden 1. Brigade, Leiter der Abteilung Kriegsplanung sowie Chef des Stabes der 1. Kavalleriedivision. Er war ferner stellvertretender Kommandeur der in Fort Hood stationierten 1. Kavalleriedivision (1st Cavalry Division) sowie stellvertretender Direktor für Operationen im Stab des Heeres.

### Zweiter Golfkrieg, Aufstieg zum General und Funktionen im Ruhestand
Im August 1989 übernahm Ronald H. Griffith von Generalmajor Frederick M. Franks, Jr. den Posten des Kommandeurs der Old Ironsides genannten 1. Panzerdivision (1st Armored Division), mit der er im Zweiten Golfkrieg an den Operationen Desert Shield und Desert Storm teilnahm. Im Juli 1991 löste Generalleutnant Griffith Generalleutnant Johnnie H. Corns als Generalinspekteur des Heeres (Inspector General of the US Army) ab und verblieb in dieser Verwendung bis 1996, woraufhin Generalleutnant Larry R. Jordan seine Nachfolge antrat.
Zuletzt wurde Griffith 1995 zum General befördert und löste General John H. Tilelli, Jr. als Vize-Chef des Generalstabes des Heeres (Vice Chief of Staff of the Army) ab. Er bekleidete diese Funktion bis zu seinem Ausscheiden aus dem aktiven Militärdienst am 1. November 1997, woraufhin General William W. Crouch sein dortiger Nachfolger wurde.
Nach seinem Eintritt in den Ruhestand wurde er Geschäftsführender Vizepräsident des privaten Sicherheits- und Militärunternehmens Military Professional Resources Incorporated (MPRI) sowie Geschäftsführender Vizepräsident von L3 Technologies. Er war zudem Vorstandsmitglied von The Allied Defense Group und Geonex-Martel Incorporated sowie Mitglied des Kuratoriums des Virginia Military Institute (VMI). Er war mit Dr. Hurdis M. Griffith verheiratet, die Dekanin der Fakultät für Krankenpflege der Rutgers University war. Aus dieser Ehe gingen zwei Töchter hervor. Nach seinem Tode wurde er auf dem Nationalfriedhof Arlington beigesetzt.

## Auszeichnungen
Auswahl der Dekorationen, sortiert in Anlehnung der Order of Precedence of Military Awards:
- Defense Distinguished Service Medal
- Army Distinguished Service Medal (2 ×)
- Legion of Merit (3 ×)
- Bronze Star (7 × und Zusatz „Combat Valor“)
- Purple Heart
- Meritorious Service Medal (2 ×)
- Air Medal (2 x)
- Joint Service Commendation Medal
- Army Commendation Medal (3 ×)
- National Defense Service Medal (2 ×)
- Armed Forces Expeditionary Medal
- Vietnam Service Medal (5 ×)
- Southwest Asia Service Medal (3 ×)
- Army Service Ribbon
- Army Overseas Service Ribbon
- Republic of Vietnam Gallantry Cross
- Vietnam Staff Service Medal
- Vietnam Campaign Medal
- Kuwait Liberation Medal (Saudi-Arabien)